# Kärrspindel
Kärrspindel (Dolomedes fimbriatus) är en europeisk spindelart som tillhör familjen vårdnätsspindlar. Kärrspindeln och Skräddarspindeln (Dolomedes plantarius) är de två största spindelarterna i Sverige. Kärrspindeln trivs i kärrliknade miljöer och jagar bland annat fiskyngel och insektslarver på vattenytan. 
Som fullvuxen har kärrspindeln en mörkbrun kropp med ljusa, längsgående band på sidorna. Unga kärrspindlar är vanligen ljusare. Honan kan nå en kroppslängd på upp till 22 millimeter.